# 傅鼐 (成化進士)
傅鼐（1437年—？），字天和，直隸真定府冀州新河縣人，明朝政治人物。進士出身。

## 生平
成化元年（1465年）乙酉科順天府鄉試第一百十五名。成化二年（1466年）丙戌科會試第八十六名，殿試登進士第三甲第七十名。授秦州知州，官至浙江处州府知府。

## 家族
曾祖父傅原善。祖父傅貴文，贈知府。父亲傅子篆。母李氏。慈侍下。娶賈氏。